# باشگاه فوتبال کیوتو سانگا
کیوتو سانگا ژاپنی: 京都サンガFC باشگاه فوتبالی در شهر استان کیوتو، ژاپن است که در جی‌لیگ ۲ بازی می‌کند. این باشگاه در سال ۱۹۲۲ میلادی پایه‌گذاری شده است.